# Веселозавр Рекс
«Веселоза́вр Рекс» (англ. Partysaurus Rex) — компьютерный анимационный короткометражный фильм 2012 года, режиссёра Марка Уолша. Он был показан в кинотеатрах вместе с «В поисках Немо 3D». «Веселозавр Рекс» является третьей короткометражкой в серии «Toy Story Toons», основанной на персонажах из «Истории игрушек». Это одна из последних ролей Дона Риклса в роли Мистера Картофельной головы, до его смерти в 2017 году, а также озвучивания в «Истории игрушек и ужасов!», «Истории игрушек, забытой временем» и «Истории игрушек 4».

## Сюжет
Игрушки развлекаются надуванием мыльных пузырей. Прибежавший Рекс мешает им, протыкает громадный пузырь, который они надули, и сбивает часть игрушек своим хвостом. Мистер Картофельная голова обзывает Рекса Вредомонстром, большинство остальных подхватывают дразнилку. Рексу становится обидно. Мама зовёт Бонни купаться, все игрушки разбегаются, и Бонни берёт в ванную замешкавшегося Рекса. Купание быстро заканчивается, Рекс остаётся в ванной комнате и знакомится с новыми игрушками, представляясь Веселозавром Рексом.
Игрушки жалуются, что большую часть времени проводят очень тоскливо, так как не могут включить для себя воду, потому что у них нет рук. Рекс, вообще-то являющийся приверженцем порядка, вспоминает, как его дразнили, и решает открыть для них кран. Начинается весёлая пенная вечеринка. Тем временем Базз, который не одобрял насмешки над Рексом, хоть и пострадал больше всех от его неуклюжести, обеспокоен долгим отсутствием друга. Во главе остальных игрушек он идёт к двери ванной, чтобы спросить, все ли в порядке.
Неожиданно дверь распахивается от мощного потока воды, вылившегося из переполненной ванной. Дом затоплен, маме Бонни приходится вызывать ремонтную службу. Пока недовольные друзья Рекса сушатся, его самого зовут во двор, где скучают игрушки из надувного бассейна, чтобы он и у них устроил веселье.

## Роли озвучивали
- Том Хэнкс
- Тим Аллен
- Джоан Кьюсак
- Дон Риклс
- Эстель Харрис
- Уоллес Шон
- Джон Раценбергер
- Нед Битти
- Майкл Китон
- Джоди Бенсон
- Джесс Харнелл — второстепенные персонажи

## Музыка
Электронный художник BT написал музыку для короткометражки. Он сказал в интервью: «Сейчас я работаю над музыкой для фильма для Pixar. Это короткометражка к «Истории игрушек», и мне не разрешено рассказывать всю историю, но, в буквальном смысле, это как рейв по «Истории игрушек» , и я на самом деле не шучу. Например, игрушки ввязываются во всякие проделки, и звучит что-то похожее на грохочущую клубную музыку. Так что это на самом деле не очень похоже на Pixar, но в каком-то истерическом смысле, все так смеются, когда это видят. Мне очень интересно работать с этими парнями».
Поэт-песенник коротким названием «Partysaurus Overflow», выпущенный BT и Au5, был выпущен как цифровая загрузка 19 ноября 2012 года в iTunes и Amazon.

## Премьера
Премьера «Веселозавра Рекса» состоялась с 3D версией «В поисках Немо» 14 сентября 2012 года. 8 октября 2012 года на Disney Channel была доступна телевизионная премьера, и она была доступна для просмотра в Интернете через сайт Диснея 10 октября 2012 года. По состоянию на октябрь 2012 года короткометражка также доступна на iTunes, Amazon и YouTube. Короткометражка дебютировала на домашнем просмотре в качестве специальной функции на выпуске 3D версии «Корпорации монстров», которая была выпущена 19 февраля 2013 года. Она также включена в «Историю игрушек и ужасов!», выпущенной 19 августа 2014 года.

## Приём
Короткометражка была хорошо принята. Бен Кендрик, из «The Christian Science Monitor», сказал, что «Веселозавр Рекс» — это «самая приятно прямая франшиза на сегодняшний день».